# Kojot
 Ovo je glavno značenje pojma Kojot. Za otok u Salvadoru pogledajte Kojot (otok).
Kojot (lat. Canis latrans - „pas koji laje“) je član porodice Canidae i srodnik je domaćeg psa.
Kojoti žive u Sjevernoj Americi i nekim dijelovima Središnje Amerike. Mogu biti organizirani u malim čoporima, ali najčešće love sami. Prosječno dožive od 6 do 10 godina Naziv kojot (engl. coyote) potječe od riječi iz nahuatl jezika (nah. cóyotl, izgovor:/[ˈkojoːtɬ]/).
Kojot je jedna od rijetkih životinja kod kojih postoji trend povećanja brojnosti populacija. Kojoti su zauzeli sva staništa Sjeverne Amerike, koja su ranije naseljavali vukovi, a povećanje područja je potpomognuto ljudskim mijenjanjem prirodnih staništa. Gustoće populacija se kreću od 0,01–0,09 jedinki/km² zimi na Yukonu do 2,3 jedinke/km² tijekom ljeta u Teksasu.

## Popis podvrsta kojota
Opisano je 19 podvrsta kojota, ali je taksonomska ispravnost ovih podvrsta upitna
- meksički kojot — Canis latrans cagottis
- salvadorski kojot — Canis latrans dickeyi
- jugoistočni kojot — Canis latrans frustor
- kojot s Belizea — Canis latrans goldmani
- kojot iz Hondurasa — Canis latrans hondurensis
- durango kojot — Canis latrans impavidus
- sjeverni kojot — Canis latrans incolatus
- kojot s otoka Tiburon — Canis latrans jamesi
- prerijski kojot — Canis latrans latrans
- planinski kojot — Canis latrans lestes
- Mearnsov kojot — Canis latrans mearnsi
- kojot donjeg dijela doline Rio Granda — Canis latrans microdon
- kojot kalifornijske doline — Canis latrans ochropus
- kojot s poluotoka — Canis latrans peninsulae
- kojot teksaških prerija — Canis latrans texensis
- sjeveroistočni kojot — Canis latrans thamnos
- sjeverozapadni obalni kojot — Canis latrans umpquensis
- kolima kojot — Canis latrans vigilis